# Friesenried

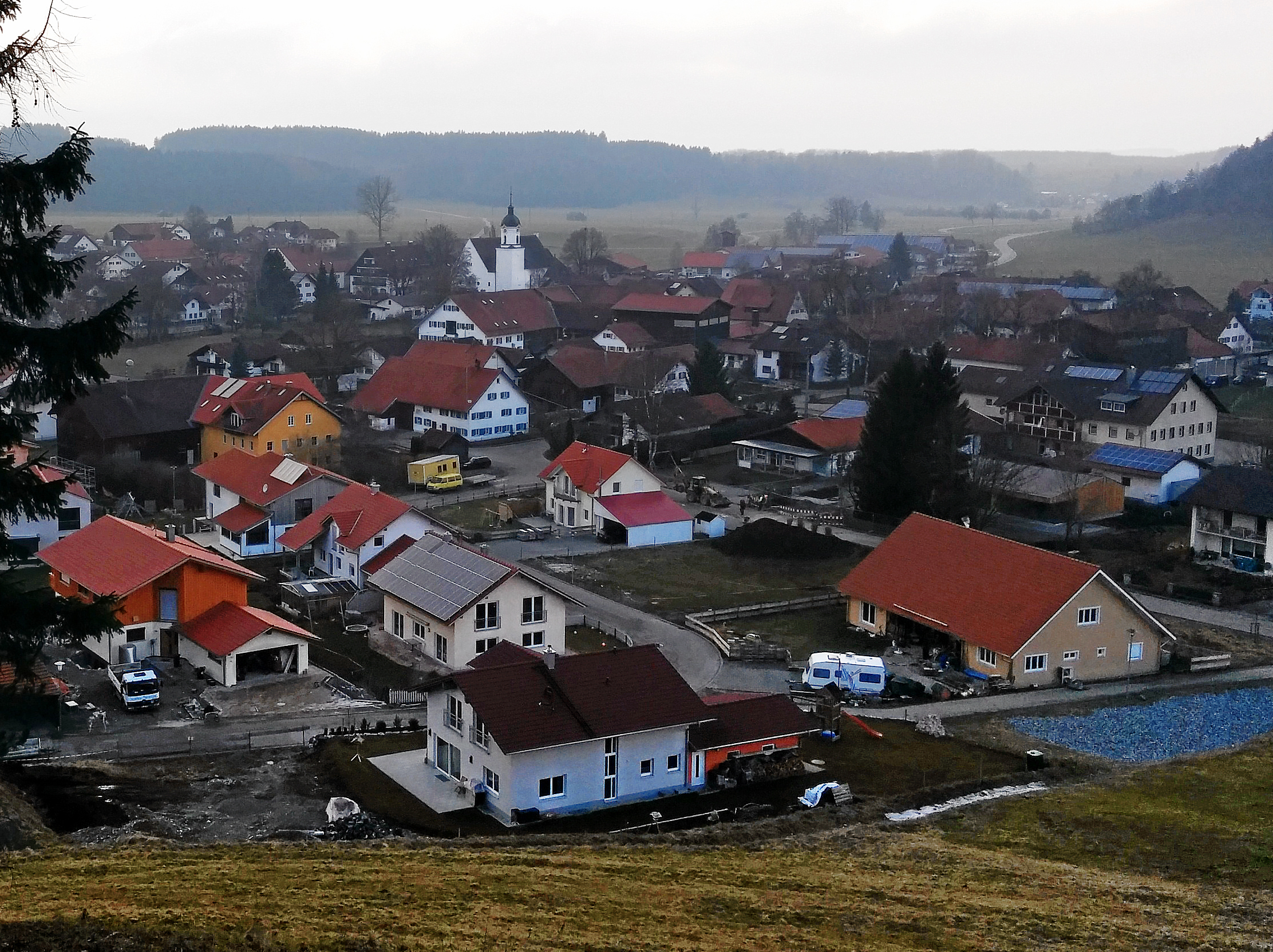
Blick auf Friesenried vom Berg der Riedkapelle

Friesenried (mundartlich: Frisəriəd) ist eine Gemeinde im schwäbischen Landkreis Ostallgäu.

## Geografie

### Lage
Die Gemeinde liegt in der Planungsregion Allgäu, 7 km westlich von Kaufbeuren, in einer Höhenlage zwischen 722 m ü. NHN (am Wörthbach nördlich Blöcktach) und 835 m ü. NHN (an der St 2055 bei Brandeln).

### Gemeindegliederung
Es gibt 17 Gemeindeteile (in Klammern ist der Siedlungstyp angegeben):
- Allersberg (Einöde)
- Aschthal (Weiler)
- Berghof (Einöde)
- Blöcktach (Pfarrdorf)
- Brandeln (Weiler)
- Friesenried (Pfarrdorf)
- Großmederschach (Einöde)
- Haid (Weiler)
- Haslach (Einöde)
- Kleinmederschach (Einöde)
- Kölberg (Einöde)
- Mehl (Einöde)
- Röhrwang (Weiler)
- Salenwang (Dorf)
- Steig (Weiler)
- Weißen (Einöde)
- Weite (Weiler)

Es gibt die Gemarkungen Blöcktach, Friesenried und Salenwang.

## Geschichte

### Bis zur Gemeindegründung
Erstmals schriftlich erwähnt wird Friesenried 1104 als "Fridrichesriet". Im Gemeindeteil Blöcktach befand sich die Stammburg der Herren von Schwarzenburg, die von 1230 bis 1408 bezeugt sind. Friesenried war vor 1800 Sitz eines Oberen und Unteren Gerichts und gehörte zum Fürststift Kempten. Seit dem Reichsdeputationshauptschluss von 1803 gehört der Ort zu Bayern. Im Zuge der Verwaltungsreformen im Königreich Bayern entstand mit dem Gemeindeedikt von 1818 die heutige Gemeinde.

### Kreiszugehörigkeit
Blöcktach und Friesenried gehörten bis zur Gebietsreform 1972 zum Landkreis Marktoberdorf, seither zum Landkreis Ostallgäu.

### Religionen
Friesenried gehörte mit dem Nachbarort Salenwang bis 1810 zur Pfarrei des einige Kilometer entfernten Oberbeuren, die seit der Gründung im Zuge der Missionierung eine der ältesten Pfarreien im Allgäu ist. Die Gottesdienste wurden zunächst in der zwischen Friesenried und Salenwang auf freier Flur gelegenen Pfarrkirche St. Bartholomäus und Cyriakus abgehalten. Nach dem Bau der Kirche St. Joseph im Ort Friesenried kam es 1695 zu einem über 100 Jahre dauernden Streit mit den Salenwangern, die auf das Abhalten der Gottesdienste in der für sie günstiger gelegenen Kirche St. Bartholomäus und Cyriakus pochten. Ab 1816 gab es die Regelung, die Gottesdienste im Winterhalbjahr in St. Joseph in Friesenried und im Sommerhalbjahr in St. Bartholomä abzuhalten. Seit der Neuerrichtung im Jahr 1929 ist St. Joseph die katholische Pfarrkirche für Friesenried und Salenwang.

### Eingemeindungen
Im Zuge der Gebietsreform in Bayern wurde am 1. Januar 1978 die Gemeinde Blöcktach eingegliedert.

### Einwohnerentwicklung
- 1961: 1252 Einwohner[5]
- 1970: 1261 Einwohner[5]
- 1987: 1399 Einwohner
- 1991: 1452 Einwohner
- 1995: 1468 Einwohner
- 2000: 1541 Einwohner
- 2005: 1529 Einwohner
- 2010: 1480 Einwohner
- 2015: 1533 Einwohner
- 2020: 1579 Einwohner

Friesenried wuchs von 1988 bis 2008 um 91 Einwohner bzw. um etwa sieben Prozent. Zwischen 1988 und 2018 wuchs die Gemeinde von 1394 auf 1531 um 137 Einwohner bzw. um 9,8 %.

## Politik
Die Gemeinde ist Mitglied der Verwaltungsgemeinschaft Eggenthal.

### Bürgermeister
Bürgermeister ist seit April 2012 Bernhard Huber (Freie Wählergemeinschaft Friesenried/Bürgerliste Blöcktach). Er wurde am 15. März 2020 mit 91,65 % für weitere sechs Jahre im Amt bestätigt.

### Gemeinderat
Die Wahl am 15. März 2020 hatte folgendes Ergebnis:
- Freie Wählergemeinschaft Friesenried: 9 Sitze (71,49 %)
- Bürgerliste Blöcktach: 3 Sitze (28,51 %).

Die Wahlbeteiligung lag bei 71,30 %.

### Wappen
| Wappen von Friesenried | Blasonierung: „Gespalten; vorne in Silber flankiert von einem schwarzen Zinnenturm und einem schwarzen Weidenblatt ein aus dem Schildfuß und Spalt einschweifenden zwei Gabelstelzen wachsendes schwarzes Tatzenkreuz, hinten geteilt von Rot und Blau.“ |
| Wappen von Friesenried | Wappenbegründung: Das Wappen der Gemeinde bezieht sich auf den Siegelentwurf für das Niedergericht Friesenried. Für Friesenried steht links ein abgabelndes schwarzes Kreuz, welches als Gemarkungszeichen gedeutet wird. Für Blöcktach steht ein Zinnenturm, der auf den Burgstall der Herren von Schwarzenburg verweist. Für Salenwang steht das Blatt einer Salweide. Die Farbgebung Schwarz auf Silber der linken Schildhälfte verweist auf einen früheren Wappenentwurf für das Niedergericht Friesenried und auf die Schwarzenburger. Das Rot und Blau der linken Schildseite verweist auf die Farben des Fürststifts Kempten. Dieses Wappen wird seit 2001 geführt. |

### Gemeindepartnerschaften
Seit 1979 bestehen auf Initiative des damaligen Friesenrieder Konrektors Kontakte in die englische Marktstadt North Walsham, welche 1991 durch eine offizielle Städtepartnerschaft der beiden Gemeinden besiegelt wurden. Um die Städtepartnerschaft kümmern sich in North Walsham die „Friends of Friesenried“, und als dessen Allgäuer Gegenpart der Partnerschaftsverein Friesenried-North Walsham, die auch die seit 1981 durchgeführten jährlichen Treffen und Besuche organisieren.

## Wirtschaft und Infrastruktur

### Wirtschaft einschließlich Land- und Forstwirtschaft
Es gab im Jahr 2021 nach der amtlichen Statistik im Bereich der Land- und Forstwirtschaft keine, im produzierenden Gewerbe 35 und im Bereich Handel und Verkehr 58 sozialversicherungspflichtig Beschäftigte am Arbeitsort. In sonstigen Wirtschaftsbereichen waren am Arbeitsort 54 Personen sozialversicherungspflichtig beschäftigt. Sozialversicherungspflichtig Beschäftigte am Wohnort gab es insgesamt 629. Im verarbeitenden Gewerbe gab es keine, im Bauhauptgewerbe drei Betriebe. Zudem bestanden im Jahr 2020 43 landwirtschaftliche Betriebe mit einer landwirtschaftlich genutzten Fläche von 1283 ha. Davon waren 1279 ha Dauergrünfläche.

### Bildung
Es gibt folgende Einrichtungen (Stand: 2025):
- 1 Kindergarten mit Krippe
- 1 Grundschule
- 1 Förderzentrum geistige Entwicklung

### Wasserversorgung
Der Hauptort sowie der Ortsteil Salenwang werden durch Quellen im Königsberger Forst versorgt. 
Die östlichen Ortsteile Aschthal, Brandeln, Haid, Steig etc.  sind an die zentrale Wasserversorgung der Stadt Kaufbeuren angeschlossen, die den Hauptort Friesenried auch im Notfall versorgt.
Der Ortsteil Blöcktach hat eine eigene Wasserversorgung ca. 1,5 km südwestlich mit einem  ca. 75 ha großen Wasserschutzgebiet.